# کوه آکستل
کوه آکستل (انگلیسی: Mount Axtell) یک کوه در قاره جنوبگان است.